# Łukasz Romanek
Łukasz Romanek (ur. 21 sierpnia 1983 w Knurowie, zm. 2 czerwca 2006 w Wilczy) – polski żużlowiec.

## Życiorys

### Kariera sportowa
Wychowanek i przez całą karierę zawodnik RKM-u Rybnik. Licencję żużlową uzyskał w 2000 roku. Swoją karierę zaczynał u trenera Jana Grabowskiego. Największy sukces odniósł w 2001 roku w czeskich Pardubicach, zdobywając tytuł Indywidualnego mistrza Europy juniorów. W tym samym roku zajął IX miejsce w finale Indywidualnych mistrzostw świata juniorów.
Na arenie krajowej największym osiągnięciem Romanka było zdobycie w 2003 roku tytułu Młodzieżowego Indywidualnego Mistrza Polski oraz Młodzieżowego Mistrza Polski Par Klubowych, z klubowym kolegą Rafałem Szombierskim w tym samym roku. Wcześniej, w 2002 roku zdobył z drużyną złoto w MDMP. W 2004 zajął trzecie miejsce w finale Srebrnego Kasku.

### Śmierć
2 czerwca 2006 odebrał sobie życie, wieszając się w garażu po serii hejtu ze strony kibiców.